# Петру (молдовський господар)
Петру I (рум. Petru I) — гіпотетичний правитель Молдавського князівства наприкінці 1367 — у липні 1368 років.

## Історіографія
Деякі історики, як-от Константин Резакевич та Йоан Аурел Поп, вважають, що Петру був сином Стефана — старшого сина господаря Богдана I. Константин Резакевич у книжці «Критична хронологія правителів Волощини та Молдови, 1324—1881» (рум. Cronologia critică a domnilor din Țara Românească și Moldova a. 1324 - 1881) писав:
|  | Першим правителем із таким іменем був не той, кого історики називають «першим» і відомий як син Маргарити (Мушати), а його двоюрідний брат, син Стефана, старшого сина Богдана І. Через його коротке правління трохи більш як пів року його несправедливо виключили з числа молдавських господарів |

Інші історики, як-от Юліуш Демель, вважають, що Петру був сином воєводи Костя, одруженого з дочкою Богдана I. Відповідно до другої гіпотези, у 1367—1368 роках в Молдавському князівстві могло не бути жодного фактичного правителя.
У новітніх дослідженнях Петру називається Петру I, а в традиційній історіографії під таким ім'ям зазвичай розуміють пізнішого правителя Петру II.

## Життєпис
Згідно з версією Константина Резакевич та Йоана Аурела Попа, оскільки старший син Богдана I та законний наступник престолу Молдавії воєвода Стефан помер у 1358 році, Петру став одним із наступників престолу. Після смерті Богдана I у 1367 році за право на престол почався конфлікт між Стефаном, старшим сином покійного воєводи Стефана, та Петру, його другим сином. Кандидатура Петру була підтримана більшістю молдовської знаті. В таких умовах Стефан вирушив до двору польського короля Казимира III Великого просити допомоги в обмін на визнання васалітету.
30 червня 1368 року Стефан разом із військом у складі вояків із Кракова, Сандомира та Червоної Русі вступив у бій із військом Петру в Плонінському лісі, проте зазнав поразки. Причиною поразки є те, що на дорозі, по якій ішло військо Стефана, було повалено дерева, що завадило просуванню. Окрім того, частина вояків Стефана у ході битви перейшли на бік Петру.
Анонімний польський хроніст так пише про похід Стефана:
|  | Але ця експедиція була невдалою. Петру знав, як поляків знищити, і залишився князем у Молдавії, [і] потім помирився з братом своїм. Протягом цього часу він правив східною частиною або Бессарабією, а Петру зберіг собі західну частину або теперішню Молдову |

Після битви при Кодрії Плоніні Петру уклав мир із братом, надавши йому в управління східну частину князівства, тобто Бессарабію з Буджаком.
Пізніших повідомлень про долю Петру та Стефана немає. Можливо, Петру був зміщений з престолу дядьком Лацьком у 1368 році. Невідомо і місце поховання Петру. Можливо, його могилою є одне з трьох поховань у нефі церкви Святого Миколая Богданівського монастиря в місті Радівці.